# Oleg Serebrian
Oleg Serebrian (* 13. Juli 1969 in Hădărăuți, Moldauische SSR) ist ein moldauischer Politiker, Schriftsteller, Diplomat und Geopolitiker.

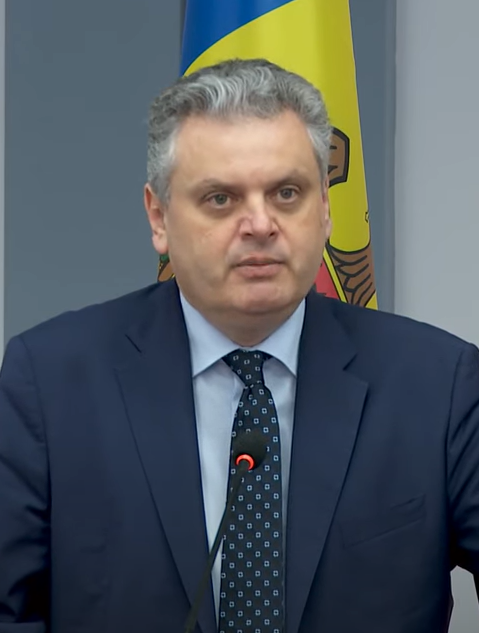
Oleg Serebrian, 2024

Von 2001 bis 2008 war er Vorsitzender der Sozialliberalen Partei Moldaus. 2005 wurde er Mitglied des moldauischen Parlaments; am 29. Juli 2009 wurde für eine zweite vierjährige Amtszeit wiedergewählt. Seine Ausbildung erhielt er unter anderem in der Europäischen Institut für internationale Hochschulstudien in Nizza (Frankreich) sowie an der Universität Edinburgh und ENA in Paris. Von 1999 bis 2003 war er Prorektor der Freien Universität Moldau. Zwischen 2008 und 2010 war Serebrian erster stellvertretender Vorsitzender der Demokratischen Partei. 2010 legte er sein Abgeordnetenmandat nieder, um Botschafter Moldaus in Frankreich zu werden. Von 2015 bis 2022 war Serebrian Botschafter Moldaus in Deutschland.

## Werke (auf Deutsch)
- Tango in Czernowitz. Roman. Morio Verlag, Heidelberg 2023, ISBN 3-949749-01-2 (rumänisch: Cântecul mării. Übersetzt von Anke Pfeifer).